# امیرکبیر قهرمان مبارزه با استعمار
امیرکبیر قهرمان مبارزه با استعمار کتابی به قلم اکبر هاشمی رفسنجانی است، که در سال ۱۳۴۶ توسط مؤسسه انتشارات امیرکبیر منتشر شد. این کتاب که تجدید چاپ شد، یکی از قدیمی‌ترین آثار هاشمی رفسنجانی است که برای نخستین‌بار در سال ۱۳۴۶ منتشر شده بود و بعد از گذشت ۵۰ سال این اثر از سوی همان ناشر یعنی فراهانی تجدید چاپ شد. در این کتاب هاشمی به شرحی از تلاش‌های امیرکبیر برای توسعه و شیوه درست اداره کشور و شخصیت استعمارستیزش پرداخته‌است.